# Gora Makushka
Gora Makushka är ett berg i Antarktis. Det ligger i Östantarktis. Australien gör anspråk på området. Toppen på Gora Makushka är 1 486 meter över havet.
Terrängen runt Gora Makushka är kuperad åt nordost, men åt sydväst är den platt. Trakten är obefolkad. Det finns inga samhällen i närheten.